# Idéalisme allemand
Pour les articles homonymes, voir Idéalisme.

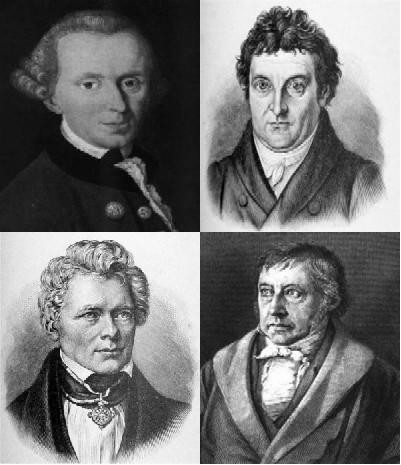
Les philosophes de l'idéalisme allemand. Kant (en haut à gauche), Fichte (en haut à droite), Schelling (en bas à gauche), Hegel (en bas à droite)

L'idéalisme allemand est le nom générique que l'on donne à un ensemble de philosophies développées en Allemagne à la fin du XVIIIe siècle et au début du XIXe siècle. Ses principaux représentants sont : Emmanuel Kant (1724-1804), Johann Gottlieb Fichte (1762-1814), Georg Wilhelm Friedrich Hegel (1770-1831) et Friedrich Wilhelm Joseph von Schelling (1775-1854).
L'ouvrage d'importance, qui ouvre cette page de la pensée allemande, serait la Critique de la raison pure d'Emmanuel Kant. Deux autres œuvres majeures de cette période intellectuelle seraient la Doctrine de la science de Fichte et l'Encyclopédie des sciences philosophiques de Hegel, période qui s’achèverait avec la Spätphilosophie (philosophie « tardive ») de Friedrich Schelling.
Outre ces quatre figures, d'autres penseurs sont à mentionner, notamment Friedrich Heinrich Jacobi, Karl Leonhard Reinhold, ou encore Gottlob Schulze, mais ils sont généralement considérés comme mineurs. Quant à Friedrich Hölderlin, sa réception est plus tardive et elle s'étend jusqu'au XXe siècle. Hölderlin occupe une place importante dans la formation de l'idéalisme allemand, mais encore à explorer.
Ce fort moment philosophique coïncide en littérature avec la haute période du classico-romantisme allemand, qui s'en trouva influencé. Jacques Taminiaux écrit par exemple que Schiller est partie prenante de l'idéalisme allemand car Weimar n'est pas loin de Iéna, où Fichte fait parler de lui : en 1794-1795. Il y enseigne Les fondements de la doctrine de la science dans sa totalité, Die Grundlage der gesammten Wissenschaftslehre, dont Hölderlin va être l'auditeur direct.

## Une genèse complexe
Le premier témoignage de l'idéalisme allemand est un texte collectif appelé Le plus ancien programme de l'idéalisme allemand ou Das älteste Systemprogramm des deutschen Idealismus. Selon les commentateurs du « trèfle » de l'idéalisme allemand, les trois anciens Stiftler (Hölderlin, Hegel, Schelling), la date du texte peut osciller entre 1795 et 1797 et l'on s'est longtemps interrogé sur l'auteur principal de celui-ci. Si Hegel, Hölderlin et Schelling furent tour à tour évoqués, certains pencheraient plus favorablement aujourd'hui pour Schelling. Par ailleurs, on a coutume d'unir à ces trois penseurs Fichte, l'auteur de la Doctrine de la Science ou Wissenschaftslehre, mais cette réunion sous une même étiquette est fortement contestée selon Jean-Louis Vieillard-Baron.

### L'influence de Kant
À la base, l'influence de Kant à travers sa conception de la raison est déterminante. Kant définit la philosophie comme teologia rationis humanae : « La raison n'est pas autre chose qu'une faculté de système et l'intérêt de la raison vise à mettre au jour la plus haute unité possible de la plus grande diversité possible de connaissances ». Cette question du système, de sa cohérence et de son fondement va devenir fondamentale.
Pour les philosophes de cette époque, à la critique de la raison devait y succéder son système, en émergeant une science procédant d'un « principe unique »[pas clair]. Fichte ne voulut voir dans la Critique de la raison pure que l'exposition « de recherches sur la possibilité, la signification et les règles d'une telle science ». Après la critique, avec Fichte et Schelling, place à la doctrine de la science[réf. souhaitée].
Le point commun de tous les philosophes de l'idéalisme allemand est qu'ils reprennent mais aussi dépassent la pensée kantienne. Le kantisme annonçait son propre dépassement en affirmant l'impossibilité de la métaphysique traditionnelle et le développement futur d'un nouveau système métaphysique qui serait l'accomplissement de la philosophie transcendantale. Ce système devait, selon Kant, réconcilier la partie naturelle et la partie morale de la philosophie, parties qui avaient été opposées dans la première Critique. Les penseurs de l'idéalisme allemand se proposent d'établir ce système de la nature et de la morale réconciliées, annoncé par Kant, et de fonder ainsi une nouvelle manière de faire de la métaphysique. Cependant, comme le remarque Émile Bréhier, Kant ne fut pas leur seul guide.

### Les autres influences philosophiques
Aussi bien Émile Boutroux que Alexandre Koyré et Henri Delacroix s'accordent pour trouver l'origine de l'intuition métaphysique fondamentale de l'idéalisme allemand dans l'œuvre de Jakob Böhme et au-delà dans celle de Maître Eckhart.
Les sources d'inspiration philosophiques plus récentes seraient à rechercher du côté de Spinoza et de Rousseau. Sans oublier, en marge de l'idéalisme, l'influence de celui qui est considéré comme le « père » de l'herméneutique moderne, Schleiermacher. D'autre part, il faut relever comme le note Émile Bréhier que ces penseurs baignaient dans le renouveau d'un sentiment presque mystique de la nature accompagné d'un sens de la tradition historique qu'alimentent de nombreux travaux d'érudition et d'archéologie, en faveur depuis le milieu du XVIIIe siècle.
Ces penseurs d'autre part vivaient une époque où selon Xavier Tilliette« la Révolution française et la Doctrine de la Science de Johann Gottlieb Fichte, ces événements que Friedrich Schlegel associait, provoquaient un soulèvement des esprits, un tumulte confus d'idées et de rêves »; une époque où les progrès anti-mécanistes de la science semblaient tendre à effacer les frontières entre l'inorganique et l'organique (par exemple les découvertes concernant le magnétisme et le galvanisme) et donnaient le spectacle d'une nature capable de devenir Esprit contre le courant traditionnel d'une philosophie érigeant en principe de tout son contenu, la subjectivité. Dans ce contexte, il s'agissait pour eux, de défendre la primauté de l'Esprit sur la nature,.
Ils reprennent l'idée que la subjectivité est un des fondements de toute philosophie et suivent de ce point de vue Kant pour lequel la subjectivité est le fondement de la « philosophie transcendantale » (cf. §16 de la Critique de la raison pure). Fichte, qui trouvait la philosophie de Kant « inachevée », peut être considéré comme « une marche dans l'escalier menant via Schelling de Kant à Hegel ». Hegel re-développe l'idée d'une subjectivité absolue, au travers du concept de Moi chez Fichte, pour en faire une phénoménologie de l'esprit. Un spécialiste de Fichte comme Alexis Philonenko ira pour sa part jusqu'à démontrer que « sans percevoir toutes les finesses de la déduction fichtéenne, l'idéalisme allemand et plus particulièrement Hegel ont pillé dans les structures de la W.L. [la Wissenschaftslehre ou « doctrine de la science », soit la philosophie de Fichte] ».

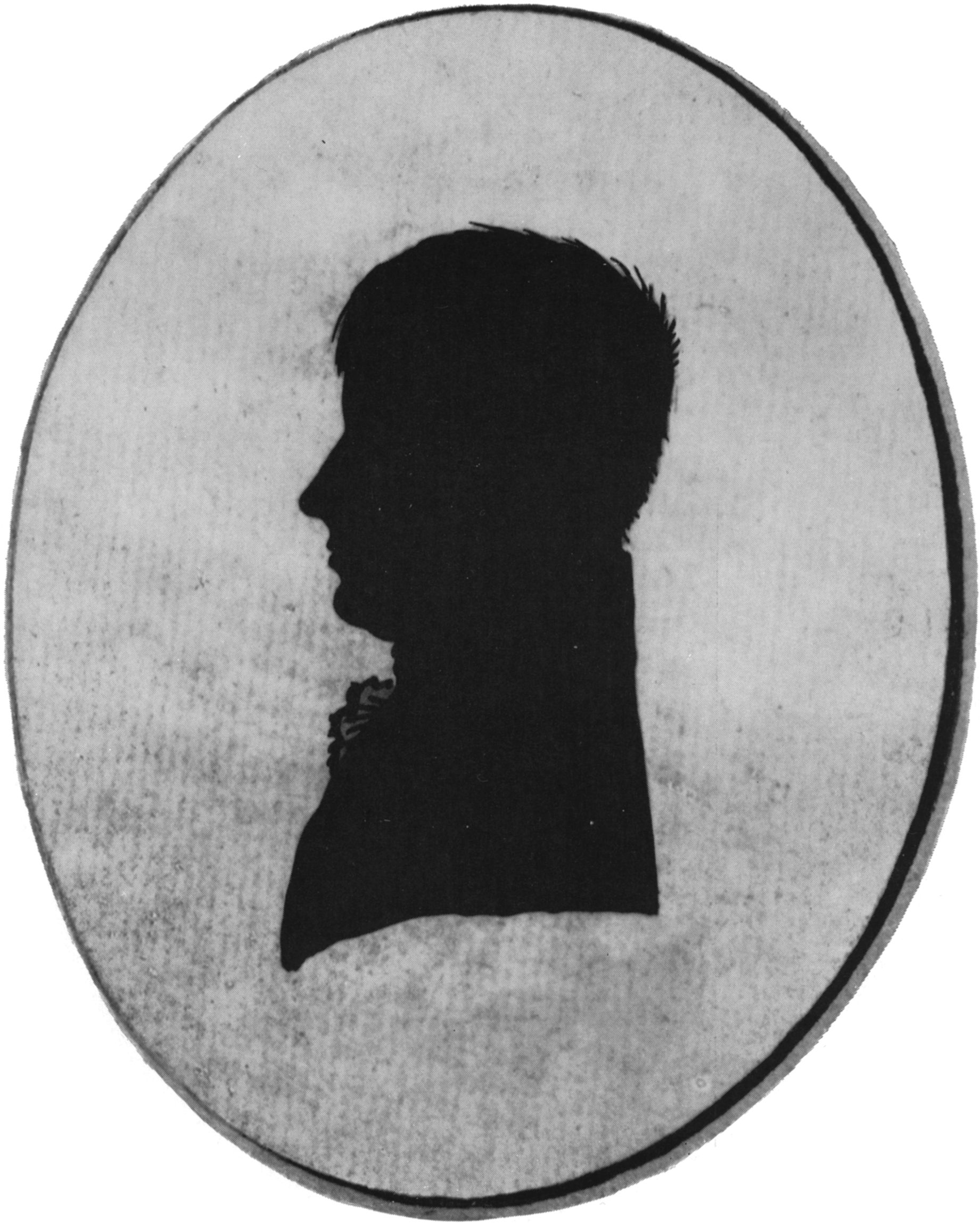
Silhouette de Hölderlin, 1797.

Friedrich Hölderlin, qui a beaucoup lu Kant et suivi l'enseignement de Fichte à Iéna en 1794-1795, occupe une place à part dans la formation de l'idéalisme allemand: dans un fragment philosophique écrit vers 1795, « [Être et Jugement] », il rappelle qu'il ne faut pas confondre l'Être avec l'identité. Jacques Rivelaygue commente longuement ce texte dans ses Leçons de métaphysique allemande. D'après lui, Hölderlin aura critiqué « le principe même de l'idéalisme allemand qui veut, en identifiant l'être de l'étant à la subjectivité, en faire le fondement ». Rivelaygue ajoute plus loin : « Schelling et Hegel vont réagir à l'objection » de Hölderlin « en essayant de trouver des solutions dans le cadre de l'idéalisme absolu »: Hegel est « moins attentif aux objections de Hölderlin que ne l'est Schelling ».

### Aufklärung, Révolution française et idéalisme allemand
L'idéalisme allemand correspond à la fin des Lumières allemandes (l'Aufklärung au XVIIIe siècle). Kant, Fichte, Schelling, Hegel ont été fascinés par la Révolution française. On raconte que Kant aurait interrompu sa promenade quotidienne, pour une des deux uniques fois de sa vie, en voulant se renseigner sur l'évolution de la Révolution. Quant à Hölderlin, Schelling et Hegel, on dit qu'ils auraient planté un arbre de la liberté lorsqu'ils étaient séminaristes au Stift de Tübingen.
Dans son livre Le Renard et les raisins, le germaniste Lucien Calvié analyse « l'attitude des intellectuels allemands face à la Révolution française »: entre 1789-1845, on observerait dans la culture allemande « une tendance à la dévalorisation idéologique de la Révolution française comme transformation "purement politique", et la recherche d'un substitut à ce modèle impossible, sous forme d'une révolution allemande plus profonde (éthique, esthétique, philosophique ou sociale) ».
Selon Jean-Édouard Spenlé, Kant porte sur un plan théorique le coup de grâce à l'optimisme foncier du tout nouveau rationalisme de l'Aufklärung allemande en limitant d'une part le champ de la connaissance possible à l'expérience du monde sensible, et en prônant d'autre part le primat de la pratique sur la théorie.

### Idéalisme allemand et Romantisme

#### Idéalisme et nostalgie de la Grèce
La nostalgie de la Grèce se manifeste tant chez les penseurs « philosophes » qui forgèrent l'Idéalisme allemand qu'en littérature chez les écrivains (Dichter: « créateurs littéraires ») du « temps de Goethe » (la Goethezeit) qui se rattachent au classicisme (Goethe, Schiller) ou sont à la charnière entre le « classicisme » et le romantisme (Hölderlin). Le germaniste Roger Ayrault fait passer la ligne de démarcation entre le classicisme de Weimar et le romantisme par le renoncement à la nostalgie de la Grèce des « modernes » romantiques : « La disponibilité des Romantiques en face des problèmes de l'époque eût été impossible s'ils ne s'étaient affranchis de la présence obsédante de l'antiquité ».
Dans son livre La Nostalgie de la Grèce à l'aube de l'idéalisme allemand, le philosophe Jacques Taminiaux, qui considère en 1967 que « ce qui sépare et unit Hölderlin et Hegel, c'est l'espace même où se meut la pensée de Heidegger », pensée dont il se reconnaît « nourri », traite « du débat “Kant et les Grecs” sur le mode interrogatif » dans « l'itinéraire de Schiller, de Hölderlin et de Hegel ». D'après sa lecture de l'ouvrage de Taminiaux, André Léonard pense que la nostalgie de la Grèce, c'est d'abord la nostalgie de la beauté : « Schiller s'insurge, dans un premier temps, face à la tentative kantienne d'enfermer la Beauté dans l'enceinte de la subjectivité formelle ». Dans son compte rendu, A. Léonard, écrit « qu'emporté par le prestige de la philosophie et de l'humanisme total, Schiller en est venu à concevoir la Beauté dans la direction de la métaphysique spéculative comme l'union de la nature et de la subjectivité au sein d'une subjectivité absolue ». Aux yeux de ce critique, Schiller est « incontestablement un précurseur de Hegel ».
Dans des commentaires d'autres critiques, Fichte apparaîtrait comme un représentant des idées de Herder et du romantisme. Pour Herder, la raison historique se déploie dans les peuples et les nations (point 16 d'un relevé historique sur l'idéalisme allemand).

#### Le passage au romantisme
L'œuvre de Novalis est aussi bien littéraire, poétique, que philosophique et scientifique. Le poète Novalis, dans l'œuvre duquel apparaît pour la première fois le terme de romantisme, a côtoyé Schiller, Fichte, Friedrich Schlegel… Parmi les théoriciens du romantisme allemand en littérature, Schelling a beaucoup compté. Toutes ces rencontres croisées au sein d'un milieu comprenant des philosophes des poètes et / ou des écrivains prirent place à Iéna (Romantisme d' Iéna), la petite ville que cette génération des premiers romantiques se proposait de « romantiser » : « “Le monde doit être romantisé”, écrit Novalis dans ses Fragments et études [Fragmente und Studien] de 1798-1799. »,.

### L'Idéalisme allemand et la notion d'absolu
Kant tient les idées de Dieu, de Monde et de l'homme comme des représentations de la raison qui si elles possèdent une valeur directrice, ne sont en aucun cas « des représentations objectives donatrices de l'objet visé lui-même ». Pour les penseurs de l'Idéalisme ces concepts ne peuvent pas avoir été librement forgés par la pensée et il est nécessairement un autre savoir, un savoir qui occupe le premier plan et qui détermine tout autre savoir doit être un savoir de la « Totalité ». Sur cette base l'Idéalisme allemand a reçu des sens divers et même opposés en apparence.
Ainsi, Schelling s'oppose à l'Idéalisme absolu que prône Fichte. Émile Bréhier souligne combien « cette manière de subordonner la nature à l'ordre moral comme un moyen à une fin est tout à fait antipathique à son romantisme, il refuse de faire de la nature une simple représentation du moi au service de son activité ». Il retient de Fichte sa méthode dialectique ainsi qu'une philosophie de l'Esprit revisité par le romantisme régnant à Iéna.
Il interprète d'autre part, au moyen de la dialectique, qu'il puise chez Fichte, l'idée de polarité qui apparaît dans les sciences physiques de l'époque. Il n'y a plus à attendre, comme Fichte, d'un progrès à l'infini la solution des contradictions car il affirme comme étant déjà réalisée dans les œuvres d'art et les hommes de génie, l'« identité » absolue de la nature et de l'esprit. « La nature est l'esprit invisible, l'esprit la nature invisible ». Moi et non-moi, sujet et objet, phénomène et chose en soi ne forment qu'un.
C'est cette première philosophie de Schelling qui correspond en gros aux années 1801-1808 que l'on appelle « philosophie de l'identité » ou encore « Naturphilosophie ». L'influence panthéiste de Spinoza est évidente mais Schelling y adjoint les découvertes de la science moderne, affirmant par exemple que l'électricité dans la nature se confond avec l'irritabilité humaine, le magnétisme avec la sensibilité etc. Il abandonnera dans une seconde période cette conception de l'Absolu pour retrouver le Dieu de la Théologie.

## Principes généraux
L'Idéalisme reprend de Kant l'idée d'une « Raison » maîtresse de la totalité de l'étant (Dieu, monde et homme), qui œuvre à exposer la cohérence de la Nature (ou monde). Cette maîtrise implique l'autonomie et l'auto-fondation de la Raison vis-à-vis du monde sensible et des « choses en soi ». La maîtrise de la Totalité ne se conçoit que comme « savoir absolu » lui-même ne pouvant être atteint que dans une « Intuition intellectuelle ».
Il importe de distinguer les principes théoriques communs à toutes les formes de l'Idéalisme allemand et ses orientations pratiques.

### Principes théoriques

#### Le principe d'Identité
Pour Schelling, le monde est unité essentielle, il n'y a pas lieu d'opposer le monde idéal et le monde réel. Humain et nature ne sont que les deux faces d'un seul et même être, l' Un, l'Absolu. C'est du sein de l'Absolu que naissent Nature et esprit, coexistant et se développant parallèlement dans une parfaite identité. Les contradictoires procèdent d'un Absolu « indifférent » à l'objectif et au subjectif, d'une unité indifférenciée. Il ressort que le rythme de la nature est le même que celui de l'Esprit ; c'est cette thèse qui se trouve identifiée sous l'appellation de philosophie de l'Identité qui n'est ni le « Moi » de Fichte, ni le Dieu de la théologie.
Il y a une différence entre Schelling et Hölderlin qui réside dans leur compréhension opposée de la « totalité ». Le premier ne la conçoit que comme une simple identité alors que l'autre y voit « une totalité vivante et temporelle intégrant en elle un processus de différenciation interne […] La nature est le nom de la totalité elle-même, du processus tout entier de différenciation qui est à l'œuvre dans l'univers et qui inclut en lui-même l'être humain et ses productions ».

#### La question du système
Depuis l'Antiquité, écrit le Dictionnaire des concepts…, la cosmologie fait appel au schème du « système » pour manifester la dépendance réciproque des parties et mettre en évidence la manière dont se constitue à travers l'idée de Cosmos une totalité cohérente et structurée. « Le dévoilement de cette totalité cohérente est l'affaire de la méthode. Un système ne se définit pas par son achèvement et sa clôture, mais par la méthode qui permet de marcher partout avec assurance, telle fut pour Hegel la « méthode dialectique » » écrit Jean Beaufret. L'idée de système prend une importance considérable au XIXe siècle au point que l'historien Émile Bréhier en fait le titre d'une de ses grandes parties.
Avec l'« Idéalisme allemand », le « système » n'est plus un ornement extérieur mais « l'expression de la totalité de l'être dans la totalité de sa vérité et de l'histoire de la vérité, il est l'être lui-même » note Martin Heidegger,. Ce qui s'y joue est rien de moins que la question de l'être, dans un Idéalisme qui se caractérise par une « volonté » ou une « revendication » de Système qui le singularise dans l'histoire de la philosophie d'après un commentaire de Gilbert Gérard. Dans sa quête formelle, cette question du système, va conférer à l'Idéalisme allemand, son unité, par-dessus les différences de tempéraments de ces protagonistes. Des trois philosophes ce dernier commentateur considère le système hégélien comme le seul véritablement accompli.

#### Le fondement
Dans ce dernier commentaire on note, de plus, que l'une des conditions de possibilité d'existence d'un Système métaphysique réside dans la mise en évidence d'un fondement ou principe « auto-constitué, inconditionnel certain et universel » tel qu'il se révélera sous la diversité des formes qu'a pris l'« Absolu » chez ces penseurs de l'Idéalisme.

#### La dialectique
C'est à Fichte que l'on doit le renouvellement de la dialectique qui va dominer les esprits pendant une cinquantaine d'années en Allemagne. Fichte qui se demande comment la liberté inconditionnée qu'il revendique pour le « Moi absolu » peut se concilier avec la limitation que lui impose la dynamique de l'univers extérieur. Pour que le moi puisse se poser comme réalité totale et infinie, « il faut que la contradiction soit levée par la synthèse des termes en apparence contradictoires en montrant que chacun d'eux est vrai sous un certain aspect ». Loin de se limiter à une application mécanique du principe de contradiction, la dialectique chez tous ces penseurs, va accompagner un élan spéculatif, à la recherche d'une sorte de libération spirituelle, refusant de s'arrêter devant des contradictions apparentes.
À la recherche d'une détermination totale de l'univers par le Moi, Fichte décrit l'« être humain » comme poursuivant son humanisation à travers son activité connaissante. Fidèle en cela à l'Aufklärung , conclut Émile Bréhier, Fichte n'accorde de considération à la nature qu'à titre de matière modélable de l'activité humaine.

#### La construction
Avec Schelling il s'agit de « construire », ce qui deviendra le bien commun de l'Idéalisme allemand, à savoir les différentes étapes de l'histoire correspondant aux différents « âges du monde » en commençant par l'âge originaire, du monde oriental au monde grec, du monde grec au monde romain et enfin au monde chrétien. Il ne s'agit pas d'un reclassement a posteriori des faits historiques mais de l'ouverture en son essence de l'espace historique et de ses dimensions note Martin Heidegger.

### Orientations pratiques

#### Le naturalisme

##### Opposition au mécanisme
Les attraits que le mécanisme newtonien a connu au XVIIIe siècle s'épuisent et laissent place à une certaine hostilité. Contre le mécanisme cartésien ou newtonien, Schelling considère la nature comme un tout qui règle l’action des forces opposées qui tendent à la mutuelle destruction : retour offensif de l’antique pensée ionienne d’un Logos régulateur des contraires, note Émile Bréhier. Le développement des sciences expérimentales dans le domaine du vivant, de l'électricité et du magnétisme suscite de nouvelles interrogations sur des différences dites qualitatives dont il est tout à fait impossible de donner une expression mathématique.

##### Les distinctions qualitatives
Les distinctions qualitatives contredisent les explications mécanistes ; la loi ne détermine plus le mouvement. L'unité ne relève plus de l'entendement qui analyse mais de l'intuition qui perçoit une parenté des formes.

##### L'idée de polarité et de continuité des formes
La polarité est suggérée par les recherches sur l'électricité et le magnétisme. La philosophie de la nature en apprend que « c'est toujours à un conflit et un dédoublement des forces que sont dus le mouvement et la vie dans la nature ».

##### Principe organique
Émile Bréhier écrit à propos de ces penseurs « au lieu de présenter les choses de la nature comme des réalités toutes faites, attendant l’expérience pour les connaître et en déterminer les relations, on les voit comme montrant en elles-mêmes une exigence d’universalité, de spiritualité, qui engendre ses propres formes par une victoire progressive de l’intériorité sur la juxtaposition inerte, l’extériorité absolue des parties qui constitue l’espace ».
Dans la Naturphilosophie, la terre est représentée comme organisme universel, mère de tous les autres ; c’est par cette image notamment que Hegel ouvre l’étude de la physique organique ; la géologie est, pour lui, une morphologie de l’organisme terrestre.
Pour ces penseurs, « aucun problème n'est séparé des autres problèmes, aucune valeur des autres valeurs, isoler une forme de l'être, c'est se condamner à ne pas la comprendre ».

#### Sens de l'histoire
Le sentiment de l'histoire et de la tradition est un trait essentiel de cette époque. « Les penseurs cherchent notamment à travers une philosophie de la nature à replonger les êtres particuliers dans le grand courant de la vie universelle ». D'un point de vue théorique  écrit Heidegger. On doit à ces penseurs une première perspective « sur une articulation interne dans l'histoire de la philosophie où les principales époques vont être distinguées en fonction de leur caractère systémique ».

## Brève histoire de l'idéalisme allemand
De Kant à Hegel, le courant idéaliste allemand a représenté une étonnante floraison de systèmes philosophiques, que l'on trouvera amplement résumé dans le site en ligne consacré à cette histoire[pas clair].

## Critiques
« L'idéalisme allemand est décrié par Marx et Engels pour son aspect idéologique : il semble avoir perdu tout contact avec le sol réel de l'histoire et sa dimension pratique, auxquels ils substituent ces fantômes que sont les catégories de la pensée ». En outre, et ceci est le problème de l'Idéalisme en général, « la réduction du réel à nos « représentations » fait l'impasse sur le corps incarné et notre rapport au monde. Cette dernière conséquence fut à l'origine d'une critique nouvelle dont Nietzsche fut le précurseur. »
Déjà les plus dures contestations avaient eu lieu entre les protagonistes de ce courant. Dans la célèbre Préface de la Phénoménologie de l'Esprit Hegel se moque à mot couvert du commencement « absolu », par révélation interne, foi ou intuition intellectuelle de Schelling. Selon Xavier Tilliette, il parle à propos de son « Absolu » d'abîme du vide et de « nuit de vaches noires ». Schelling répliquera dans ses Leçons d'histoire de la philosophie moderne, « il critiquera le commencement tout rachitique de Hegel, et cet absolu final qui reste bloqué, ou bien qui se condamne à refaire toujours ce qu'il a déjà fait, à tourner en rond, comme un gyrovague, ou comme une noria ».
Cependant, dans le cadre de son étude sur l'histoire des intellectuels allemands confrontés à la Révolution française, étude qui s'étend de 1789 aux débuts du marxisme, Lucien Calvié inscrit « le jeune Marx » dans une suite de l'histoire des idées en Europe où il le fait figurer comme « terme de l'évolution de l'idéalisme allemand depuis la dernière décennie du XVIIIe siècle ».